# Vuk, un zorrito muy astuto
Vuk, un zorrito muy astuto, conocida en Hungría como Vuk, es una película animada producida por el estudio Pannónia Filmstudio en 1981, basado en la novela Vuk publicado en 1965 por el autor húngaro István Fekete (1900-1970). La película fue dirigida por Attila Dargay y escrito por Attila Dargay, István Imre, y Tarbay Ede.
La historia gira en torno al zorro Vuk. Fue comercializado en los países del idioma inglés como The Little Fox (El pequeño zorro). Se cuenta con las voces de Judit Pogány como joven Vuk, József Gyabronka como adulto Vuk, László Csákányi como Karak, y Tibor Bitskey como el narrador. Una secuela animada por computadora y duramente criticada, Kis Vuk (publicado en inglés como A Fox's Tale), fue lanzado en 2008.

## Argumento
La película cuenta la historia de un pequeño zorro, Vic (Vuk en la versión húngara), que se aventura fuera de la madriguera de su familia y, encima de su regreso, aprende de su tío Karak que toda su familia ha sido disparo y muerto por un cazador humano. Karak se ofrece a Vic para quedarse con él, y Karak continúa para criarlo.
Como Vic crece, se desarrolla mucho la astucia y la inteligencia. Ahora un zorro adulto, se encuentra una zorra, llamada Foxy, mantenidas en cautiverio en una jaula en una granja humana. Engaña a los perros guardianes y otros animales, así como el propio cazador, y, finalmente, ayuda a escapar de la zorra.
Ella se une Vic y Karak en el bosque, pero el tío de Vic recibe un disparo por el hombre durante una cacería. Vic jura vengarse de los cazadores y, finalmente, se lleva a cabo, jugar muchas bromas sobre los perros estúpidos del cazador y, finalmente, en el hombre mismo. Al final de la película, Vic y su esposa tienen sus propios cachorros.